# شینجی ماکینو
شینجی ماکینو (انگلیسی: Shinji Makino؛ زادهٔ ۲۹ مهٔ ۱۹۷۶) بازیکن فوتبال اهل ژاپن است.
از باشگاه‌هایی که در آن بازی کرده‌است می‌توان به باشگاه فوتبال یوکوهاما مارینوس و باشگاه فوتبال ساگان توسو اشاره کرد.